# Camp de Bremen-Blummenthal
 (octobre 2024).
Si vous disposez d'ouvrages ou d'articles de référence ou si vous connaissez des sites web de qualité traitant du thème abordé ici, merci de compléter l'article en donnant les références utiles à sa vérifiabilité et en les liant à la section « Notes et références ».
Le camp de Bremen-Blumenthal (ou camp de Bahrs-Plate) est une unité de travail forcé dépendant du camp de concentration de Neuengamme mis à la disposition des chantiers navals Deutsche Schiffs- und Maschinenbau AG (Deschimag) appartenant au groupe Krupp.
À partir de 1942, le cours de la guerre oblige l’Allemagne nazie à enrôler de nouvelles classes de conscrits qui laissent un vide dans les chaînes de production. Pour compenser ces pertes, les autorités mobilisent d’abord la population féminine, puis des travailleurs forcés étrangers, et finalement la population concentrationnaire. Moyennant finances, la SS organise la mise à disposition des déporté(e)s, soit en installant des entreprises à l'intérieur des camps de concentration, soit en détachant des unités de travail forcé dans des ateliers ou sur des chantiers (Kommandos extérieurs) . Sur la durée de la guerre, Neuengamme administre ainsi dans toute l'Allemagne et jusque dans les îles anglo-normandes, près de 90 Kommandos extérieurs (60 masculins et 24 féminins) qui restent rattachés à leur camp d'origine. La gestion de la main-d'œuvre concentrationnaire donne lieu à d'incessants transferts de détenu(e)s qui empêchent parfois de reconstituer un état des lieux précis des effectifs et des pertes.

## Création
Fin août 1944, la SS transfère à Brême-Blumenthal, sur un espace au bord de la Weser dénommé « Bahrs Plate », 800 détenus en provenance de Neuengamme. Ils doivent travailler pour Deschimag, le plus grand chantier naval de Brême. Un bateau transporte chaque jour une partie des déportés jusqu'à Brême-Gröpelingen, où se trouve le chantier naval. Fin 1944, en raison des bombardements alliés, une partie du Kommando est transféré au camp de Brême-Schützenhof, plus proche du chantier naval. Après ce transfert, le camp de Blumenthal fait venir un millier de détenus du camp de Neuengamme, principalement belges, français, soviétiques et polonais, ainsi que des prisonniers d’origine juive.

## Évacuation
Début avril 1945, les détenus de Blumenthal sont transférés à Brême-Farge, devenu camp de rassemblement pour les déportés de la région de Brême. Les détenus qui le peuvent sont emmenés à pied à Bremervörde et de là renvoyés, en wagons à bestiaux, à Neuengamme via Winsen/Luhe. D’autres arrivent, à pied ou en train, au camp de Sandbostel, près de Bremervörde. Les détenus juifs du camp sont transportés directement au camp de concentration de Bergen-Belsen.

## Mémorial
Sur le site, le mémorial de Bahrs Plate rappelle le calvaire de déportés du camp de Blummenthal. Au milieu d'une roseraie, un socle en béton porte une plaque commémorative flanquée de deux sculptures en grès de l’artiste Paul Bichler. Depuis 2009, le mémorial « Pierre de l’Espoir », en forme de portail, liste les noms de 124 détenus. Le monument en forme de portail  intègre des pavés foulés, à l’époque, par les déportés.